# Kailudih
Kailudih é uma vila no distrito de Dhanbad, no estado indiano de Jharkhand.

## Demografia
Segundo o censo de 2001, Kailudih tinha uma população de 8903 habitantes. Os indivíduos do sexo masculino constituem 54% da população e os do sexo feminino 46%. Kailudih tem uma taxa de literacia de 56%, inferior à média nacional de 59,5%: a literacia no sexo masculino é de 63% e no sexo feminino é de 49%. Em Kailudih, 18% da população está abaixo dos 6 anos de idade.